# Capilla conmemorativa de Jorge VI del Reino Unido
La capilla conmemorativa del rey Jorge VI es parte de la capilla de San Jorge en el castillo de Windsor. La capilla fue encargada por la reina Isabel II en 1962 como lugar de sepultura para su padre, el rey Jorge VI. Posteriormente han sido enterrados la reina madre, Isabel Bowes-Lyon, la propia reina Isabel II, su marido el príncipe Felipe, duque de Edimburgo y depositadas las cenizas de su hermana, la princesa Margarita. Fue diseñada por George Pace. La construcción de la capilla se completó en 1969.

## Historia
La capilla fue encargada por la reina Isabel II en 1962. Los arquitectos recibieron el encargo de diseñarla para albergar los restos de tres monarcas y sus consortes. Su secretario privado escribió al deán de Windsor, Robin Woods, en diciembre de 1962 con dos solicitudes. La primera fue que el hijo mayor de la reina, el príncipe Carlos, estuviera preparado para la confirmación y la segunda fue que se encontrara un lugar de descanso específico para su padre, el rey Jorge VI. Después de su funeral en la capilla de San Jorge, los restos de Jorge VI fueron trasladados a la cripta real debajo de la capilla. La muerte de Jorge VI fue inesperada y no se había designado un lugar de sepulcro específico para él.
Su solicitud no fue atendida durante cinco años, ya que la reina Isabel II quería que su madre, viuda de Jorge VI, evitara la dolorosa experiencia de enterrar a su esposo por segunda vez. Tampoco le gustaba la idea de un cofre de mármol con efigies de tamaño natural que normalmente se encargaba para los restos de los monarcas y prefería losas simples incrustadas en el suelo. No había espacio para construir otra cripta en la capilla de San Jorge, por lo que se encontró una solución con la construcción de una capilla adicional en el exterior de la capilla de San Jorge. Esto fue lo primero que se añadió a dicho templo desde la finalización de la capilla en el lado sur para Oliver King, el secretario privado de Enrique VII en 1504.

## Diseño
El proyecto inicial de la nueva capilla fue rechazado por la Real Comisión de Bellas Artes. Involucraba la construcción de una pequeña capilla rectangular en la pared norte de la nave, según un diseño de Paul Paget y John Seely. El segundo proyecto presentado fue aprobado. Fue propuesto por el arquitecto George Pace e involucró la construcción de una capilla entre la Capilla Rutland y el coro norte de la Capilla de San Jorge. El diseño de Pace mide 5 metros y medio (18 pies) de alto, 3 metros (10 pies) de ancho con una profundidad de 4,2 metros (14 pies). Se completó en 1969. La capilla se encuentra entre dos de los contrafuertes externos del muro norte del coro, y está hecha de piedra de Clipsham en Rutland. Las vidrieras rojas y azules fueron diseñadas por John Piper y hechas por Patrick Reyntiens. El techo está pintado en blanco y negro y decorado con una hoja de oro incrustada. Un altar tiene un retrato con relieve de bronce de Jorge VI de sir William Reid Dick, réplica del retrato de Jorge VI que cuelga en la iglesia de Santa María Magdalena en la hacienda real de Sandringham, en Norfolk. La capilla completa fue descrita por el deán de Windsor, Robin Woods, como una continuación de "los diseños del Gótico perpendicular de la capilla original, pero en un lenguaje del siglo XX".

## Entierros

### Cripta
Hay una cripta debajo de la capilla donde están todos los restos.

### El rey Jorge VI (1969)

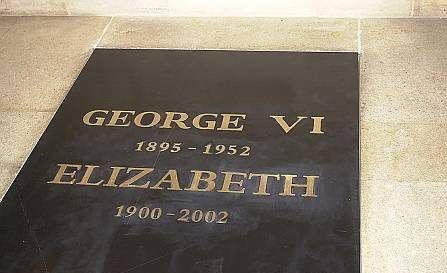
La lápida con los nombres del rey Jorge VI y la reina Isabel, la Reina Madre, en la capilla conmemorativa, tal y como estaba antes de 2022.

Los restos de Jorge VI fueron trasladados a la capilla conmemorativa recién construida, nombrada en su honor, el 24 de marzo de 1969. La capilla se construyó con un coste de 25.000 libras (437 754 libras en 2021), financiado en su totalidad por Isabel II. Se inauguró el 31 de marzo de 1969 en una ceremonia a la que asistieron la viuda de Jorge VI, Isabel, la Reina Madre y su hija, la reina Isabel II con su marido, el príncipe Felipe, duque de Edimburgo y sus hijos mayores, el príncipe Carlos y la princesa Ana. El duque de Windsor, no fue invitado a la ceremonia. Louis Mountbatten, primer conde Mountbatten de Birmania, estuvo ausente debido a su presencia en el funeral del expresidente de los Estados Unidos, Dwight D. Eisenhower. A la ceremonia también asistieron los caballeros de la Jarretera.
La capilla está marcada por puertas de hierro forjado inscritas con las palabras inglesas "I said to the man who stood at the gate of the year 'Give me light that I may tread safely into the unknown'" ("Le dije al hombre que estaba en la puerta del año 'Dame una luz que pueda llevar con seguridad hacia lo desconocido'") del poema de 1908 "The Gate of the Year" de Minnie Louise Haskins. Las palabras fueron notablemente citadas por Jorge VI en su Mensaje de Navidad de 1939.

### La princesa Margarita y la reina Isabel, la Reina Madre (2002)
Las cenizas de la hija menor de Jorge VI, la princesa Margarita, condesa de Snowdon, se colocaron en la cripta real de la capilla de San Jorge el 15 de febrero de 2002. Margarita fue el primer miembro de la familia real en ser incinerado desde la princesa Louise, duquesa de Argyll en 1939. Fue incinerada para asegurarse de que sus restos pudieran acomodarse en la pequeña cripta debajo de la capilla. La viuda de Jorge VI, la reina Isabel, la Reina Madre, fue enterrada debajo de la capilla el 9 de abril de 2002, después de su funeral en la abadía de Westminster. Las cenizas de Margarita se colocaron en la tumba de sus padres al mismo tiempo. La lápida de Margarita ahora está a un lado de la capilla y dice "En agradecido recuerdo de su alteza real la princesa Margarita, condesa de Snowdon, nacida el 21 de agosto de 1930, fallecida el 9 de febrero de 2002", seguido del monograma real de la princesa Margarita, de la siguiente manera:
| In thankful remembrance of HER ROYAL HIGHNESS THE PRINCESS MARGARET COUNTESS OF SNOWDON BORN AUGUST 21ST 1930 DIED FEBRUARY 9TH 2002 |

### La reina Isabel II y el príncipe Felipe (2022)
En un funeral privado al que solo asistieron miembros de la familia real, Isabel II fue enterrada debajo de la capilla conmemorativa la noche del 19 de septiembre de 2022 después de su funeral de Estado en la abadía de Westminster. El esposo de Isabel, el príncipe Felipe, quien murió el 9 de abril de 2021, fue colocado en la cripta real de la capilla de San Jorge después de su funeral. Luego fue enterrado debajo de la capilla conmemorativa del rey Jorge VI el 19 de septiembre de 2022, junto con su esposa. Después de sus entierros, se tallaron sus nombres sobre la lápida en el suelo de la capilla, que dice: "Jorge VI 1895-1952" e "Isabel 1900-2002", seguido de una estrella de metal de la Orden de la Jarretera, y luego "Isabel II 1926-2022" y "Felipe 1921-2021", de la siguiente manera:
| GEORGE VI 1895–1952 ELIZABETH 1900–2002 ELIZABETH II 1926–2022 PHILIP 1921–2021 |